# Лакшмі/Гаурі
Лакшмі/Гаурі – індійські офшорні нафтогазоі родовища, виявлені у Камбейській затоці та введені у розробку за спільним проектом.
Родовища відносяться до ліцензійної ділянки CB/OS-2, права на яку отримав консорціум британської Cairn Energy та індійських Tata і ONGC. Їх участь на етапі розвідки розподілялась як 60%, 15% та 25% і змінювалась для стадії розробки до рівня у 40%, 10% та 50% відповідно. 
Лакшмі виявили у 2000 році. Через наближення сезону мусонів програма випробувань свердловини була обмеженою, проте показала приплив із одного з горизонтів на рівні 0,8 млн м3 на добу. В 2001-му поширення його покладів уточнили за допомогою оціночної свердловини CB-A-2, яку спорудили самопідіймальне судно «Noble Chuck Syring». Свердловина виявила численні насичені вуглеводнями інтервали, тестування чотирьох з яких дало сукупний показник у 2,9 млн м3 газу на добу. Того ж 2001 року вдалось відкрити родовище Гаурі.
Поклади вуглеводнів виявили на глибинах від 735 до 1150 метрів у відкладах міоцена, в формаціях Бабагуру (газ) та розташованій нижче Таркешвар (нафта). Їх пісковикам яких властива висока пористість – від 25% до 30%. Материнські породи відносяться до сланцевої формації Панна (також відома як «камбейська сланцева формація»), що сформувалась у палеоцені – еоцені. Газ родовищ не містить шкідливих домішок у вигляді сірководню та діоксиду вуглецю.
Видобуток газу на блоці почався у 2002 році з Лакшмі, а у 2004-му до нього приєдналось Гаурі. При цьому влітку 2003-му лише Лакшмі видавало 3,7 млн м3 на добу, тоді як осінню 2005-го сукупний видобуток з двох родовищ становив лише 3,2 млн м3 на добу. Що стосується нафти, то в 2006-му з Лакшмі та Гаурі отримували 4,2 тисячі барелів на добу, а у 2008-му цей показник досягнув 6 тисяч.
Станом на весну 2017-го з родовищ отримали 6,8 млрд м3 газу та 28 млн барелів нафти. При цьому через два роки, навесні 2019-го, розробка газових запасів була майже завершена і залишкові видобувні запаси Лакшмі та Гаурі оцінювались лише у 0,4 млрд м3. В той же час, за ними ще  рахувались запаси нафти у розмірі 11,3 млн барелів.
Деякі поклади Гаурі виявились у прямому зв’язку із розташованим на схід від нього газовим родовищем Хазіра, яке розроблялось з 1995 року консорціумом під операторством канадської компанії Niko Resources. Для врегулювання ситуації у 2006-му уклали угоду, за якою відбір газу з резервуару мав балансуватись у відповідності до висновків компанії DeGolyer and MacNaughton, при цьому консорціум Cairn Energy отримав право відібрати 0,8 млрд м3 в рахунок компенсації за перші роки розробки Хазіри.
В межах облаштування родовищ, які знаходяться в районі з глибиною моря біля 20 метрів, на Лакшмі із залученням кранової баржі «DB27» (DB-27, Derrick Barge No. 27) встановили дві платформи LA та LB. Гаурі отримало одну платформу GA. При цьому станом на 2009 рік в межах проекту пробурили 36 свердловин.
Видача продукції відбувається по трубопроводу до берегового терміналу Сувалі.